# 国連大学サステイナビリティと平和研究所
国連大学サステイナビリティと平和研究所（こくれんだいがくサステイナビリティとへいわけんきゅうじょ、英語: United Nations University Institute for Sustainability and Peace; UNU-ISP）は、国際連合のシンクタンクとして地球規模課題解決のための研究・人材育成・知識の普及活動を行う国際連合大学（国連大学）に属する研究機関である。UNU-ISPは、東京の国連大学本部内を拠点とし、ドイツにオペレーティング・ユニット (UNU-ISP SCYCLE) を置く。
UUNU-ISPでは、国連が取り組む課題の中で最も喫緊である「地球変動とサステイナビリティ」、「平和と安全保障」そして「国際協力と開発」という3つの分野横断的な課題をテーマとし、教育、研究・研修事業、知識普及活動に学際的なアプローチで取り組んでいる。

## 概要
UNU-ISPは、国連大学の一研究機関として、国連大学憲章ならびに国連大学の原則および方針に則って運営されている。また、国連大学の各研究所をはじめ、世界各地の学術機関、あるいは政策立案コミュニティとグローバルなネットワークを構成し、大学院レベルの教育、研究・研修事業、知識普及事業等を行っている。
サステイナビリティと平和というテーマのもとでUNU-ISPが取り組んでいる活動は、以下の通りである。
- 研究、教育、トレーニング、能力育成を行うとともに、国連とその関連機関、研究者、社会に科学的な知見と情報の普及をはかる
- 大学院生と専門家に、関連分野に対する幅広い理解を得る機会を提供する
- 自然科学、社会科学、人文科学を統合した学融合のアプローチによって、政策の枠組みやあらゆるレベルの管理活動の発展と強化に貢献する

UNU-ISPは、2010年9月に大学院修士課程サステイナビリティと平和研究科を開設し、自然科学、社会科学、人文科学を融合させた学際的なアプローチを通して、サステイナビリティ、気候変動、開発、平和構築、人権といった喫緊の地球規模課題の解決に必要な高度で幅広い知識と問題解決能力を備えた人材の養成を目指している。また2012年9月には、博士課程を開講予定である。

## 沿革
UNU-ISPは、国連大学の「環境と持続可能な開発」および「平和とガバナンス」という過去の2つのプログラムの強みを生かすとともに、学融合による相乗効果により人類の生存、開発、福利に関連したグローバルで緊急の課題に対してより効果的に取り組むために設立されたもので、2009年1月1日からその活動を開始している。

## 研究
UNU-ISPは、研究、教育、共同イニシアティブを通じてこれらの分野横断的な課題を相互に関連づけ、現在の問題の解決をはかり、将来の課題を展望することを目的に、地球変動、開発、平和、安全保障を包含するサステイナビリティの問題に、革新的かつ統合的なアプローチで取り組んでいる。
UNU-ISPは、以下の3つのテーマに組み込みながら研究活動を行っている。

### 地球変動とサステイナビリティ
持続可能な開発と、それを支える要素（環境、社会、経済）間の相互作用に対する理解を深めることを目指して研究に取り組んでいる。

### 平和と安全保障
武力紛争、人権侵害、組織犯罪、病気の蔓延、兵器の拡散、テロといった、平和への脅威に取り組む研究を進めている。

### 国際協力と開発
開発途上国の低開発、意思決定における代表不足、国内および国家間の経済・社会的不平等、資源、医療、教育、科学技術への不十分なアクセスなどに取り組む研究を行っている。

## 大学院サステイナビリティと平和研究科
2009年12月に国連総会決議で国際連合大学憲章が改正され国連大学に学位の授与が認められたことを受け、UNU-ISPでは、2010年9月、大学院サステイナビリティと平和研究科を開設した。本研究科では、自然科学、社会科学、人文科学を融合させた学際的なアプローチを通して、サステイナビリティ、気候変動、開発、平和構築、人権、貧困削減といった国連およびその加盟国が直面している喫緊の地球規模課題に、幅広い理解と卓越した問題解決能力をもって取り組む人材の育成を目指す。

### 概要
- 研究科長：武内和彦
- 修士課程：標準修業年限2年間，入学定員20人，2010年9月開講
- 博士課程：標準修業年限3年間，入学定員10人，2012年9月開講予定
- 学位：Master of Science in Sustainability, Development and Peace
- 対象：新規学卒者、社会人、実務者

### 教育課程
- 地球変動とサステイナビリティ，国際平和と安全保障，国際協力と開発という分野横断的な課題に焦点
- 将来国連等の国際機関、政府開発機関、NGO 等で活躍するために必要な知識・技能を身に付けられるようカリキュラムを編成
- 国連大学のグローバルな学術ネットワーク（国連大学の各研究所、他の国連機関、世界各地の学術機関等）を活用

### 教員
- 教員は各専門分野における十分な研究業績とともに、国際的な研究プロジェクトの経験も豊富な教員から構成
- 教員の国籍は12カ国に及び、地理的文化的多様性を保持

### 学習環境・施設
- 国連大学図書館では、幅広い学術文献、1万以上の電子ジャーナル、世界銀行とOECDの出版物、1946年以降の国連の公文書を閲覧可能
- 学生専用のコンピュータ室にて、GIS、環境モデリング・アプリケーション、統計分析ツールといった各授業科目のニーズに応じたソフトウェアを提供

## 講座・セミナー
UNU-ISPでは、人材育成に積極的に取り組んでいる。特に、開発途上国の研究者や研究機関の能力を高めることに力を入れている。

### 国際講座
UNU-ISPは、国連大学国際講座を毎年6週間、東京の国連大学本部で実施している。この講座は、将来国連機関や多国籍企業、国際的NGO、それに各国外交機関など、公と民間の両分野で国際的職務に就くことを希望する各国の大学院生と大卒資格をもつ社会人のために、国連大学が毎年開く短期研修講座である。

### グローバル・セミナー
国連大学グローバル・セミナーは、現代社会が直面している地球規模の問題と国際連合の取り組みについての意識を高めることを目的に開催されている。学生や若い社会人を対象に、国内外の著名な学者や専門家と、講演やグループ討論を通して交流し、特定の問題について理解を深め、議論する機会を提供している。